# وودفورد، لندن
latitudeوودفورد، لندنlongitudeوودفورد، لندن
وودفورد، لندن (به انگلیسی: Woodford) یک ناحیه در لندن است که در منطقه ردبریج لندن واقع شده‌است.

## افراد مشهود
- کلمنت اتلی، former Labour نخست‌وزیر بریتانیا (Woodford Green)
- نیک بری، actor born 1963
- وینستون چرچیل، former نخست‌وزیر بریتانیا، نماینده مجلس for Woodford 1945-1964
- جیمز هیلتون، author (Woodford Green)
- راسل لیساک، بلوک پارتی guitarist (both he and Okereke attended Trinity school in Woodford Green)
- کاونتری پاتمور، شعر and نقد (born in Woodford)
- سیلویا پنکهرست، سافراجت (Woodford Green)
- میرا سایال، comedian, writer and actress (South Woodford)